# Thạnh Phước, Vĩnh Long
Thạnh Phước là một xã thuộc tỉnh Vĩnh Long, Việt Nam.

## Địa lý
Xã Thạnh Phước có vị trí địa lý: 
- Phía Bắc giáp xã Bình Đại.
- Phía Tây giáp xã Thạnh Trị.
- Phía Đông giáp xã Thới Thuận.
- Phía Nam giáp xã Tân Xuân và Bảo Thạnh, ranh giới là sông Ba Lai.

Xã Thạnh Phước có diện tích 76,99 km², dân số năm 2025 là 21.208 người, mật độ dân số đạt 275 người/km².
Diện tích tự nhiên là 5.270ha, trong đó, diện tích đất trồng trọt là 1.006ha và sông rạch chiếm khoảng 317ha.
Là đơn vị hai lần Anh hùng: Anh hùng lực lượng vũ trang trước đây và anh hùng trong thời kì đổi mới.

## Lịch sử
Thạnh Phước ngày nay là đất của ba làng hợp thành: Phước Thuận, Thạnh Lộc và Lộc Tân. Khoảng hơn 200 năm trước, Thạnh Phước là vùng đất sình lầy (vùng Lộc Tân), đất gò, hoang hóa (vùng Thạnh Lộc, Phước Thuận). Những cư dân miền Thuận-Quảng, do không dịu nổi ách áp bức của phong kiến Đàng Trong và sự tàn phá của cuộc chiến tranh giữa hai tập đoàn phong kiến Trịnh-Nguyễn, đã đến đây khai phá lập nghiệp. Họ đến bằng đường biển, trên ghe bầu, đậu ở ven sông Ba Lai, bắt đầu khai phá đất đai, dựng nhà, lập xóm. Họ tộc đầu tiên đến khai phá vùng này là họ Nguyễn, họ Võ. Sống chủ yếu nhờ trồng giồng, đánh cá ven biển, sông. Cư dân ngày càng đông đúc, lập nên làng Phước Thuận.
Năm 1808, huyện Kiến An (trấn Định Tường) được thăng thành phủ Kiến An, tổng Kiến Hòa được thăng lên huyện Kiến Hòa thì Phước thuận là một trong 19 thôn của vùng An Hóa thuộc tổng Hòa Bình, huyện Kiến Hòa, phủ Kiến An.
Năm 1842, triều đình nhà Nguyễn cho đắp đồn Phước Thuận và đồn bố ven sông Ba Lai. Sau ngày Trương Định mất, để răn đe dân chúng, Thống đốc Nam Kì đã ra lệnh phạt vạ 47 làng có tham gia hoặc ủng hộ cuộc khởi nghĩa của Thủ Khoa Huân, làng Phước Thuận bị phạt 500 Pháp theo lệnh của Thống đốc Nam kì ký ngày 5 tháng 7 năm 1875.
Ngày 1 tháng 1 năm 1933, Pháp sáp nhập hai làng Thạnh Lộc và Lộc Tân lấy tên Thạnh Tân. Về phía ta, quận ủy An Hóa sáp nhập 2 làng Thạnh Lộc và Lộc Tân, gọi là Song Lộc.
Năm 1975, huyện ủy Bình Đại sáp nhập hai xã Thạnh Tân và Phước Thuân thành một xã, gọi là Thạnh Phước.
Ngày 16 tháng 6 năm 2025, Ủy ban Thường vụ Quốc hội ban hành Nghị quyết số 1687/NQ-UBTVQH15 về việc sắp xếp các đơn vị hành chính cấp xã của tỉnh Vĩnh Long năm 2025. Theo đó, sắp xếp toàn bộ diện tích tự nhiên, quy mô dân số của xã Thạnh Phước và Đại Hòa Lộc thành xã mới có tên gọi là xã Thạnh Phước.
Sau khi sáp nhập, xã Thạnh Phước có 76,99 km² diện tích tự nhiên và dân số 21.208 người.

## Kinh tế - xã hội

### Kinh tế
Ngoài lúa, Thạnh Phước còn có muối, hoa màu, Thạnh Phước còn nổi tiếng với các loại cây ăn quả như nhãn, xoài, mãng cầu; hoa màu thì có trái bí đỏ là đặc sản của Thạnh Phước. Bên cạnh trồng trọt còn có chăn nuôi gia súc, gia cầm, đặc biệt là nuôi trồng thủy sản chiếm vị trí quan trọng trong kinh tế của xã. Nhân dân Thạnh Phước khai thác nguồn thủy sản nước mặn, nước lợ trên sông, rạch để nuôi cò; nuôi tôm trong rừng ngập mặn,... Vào mùa xuân, nhân dân còn vớt rươi về chế biến nước mắm. Thạnh Phước là một trong ba xã ven biển Bình Đại chế biến được nước mắm rươi nổi tiếng. Ở Thạnh Phước còn có nghề đóng ghe cửa, loại ghe có trọng tải lớn vận chuyển hàng hóa đường dài, có thể đi biển, buôn bán với các tỉnh Nam Bộ, Nam Trung Bộ hoặc sang tận Campuchia.
Làm muối là nghề truyền thống của người dân xã Thạnh Phước, nghề này đã hình thành từ thập niên 1950. Song song đó, nuôi tôm cũng phổ biến ở vùng này.
Thu nhập bình quân đầu người năm 2010 là 24 triệu đồng/người/năm, tỷ lệ hộ nghèo 6,7%.

### Xã hội

#### Giáo dục
- Trường Tiểu học Trà Thị Cụt: Địa điểm tại ấp Tân Long
- Trường Tiểu học Thạnh Phước B: Địa điểm tại ấp Phước Hòa
- Trường Trung học Cơ sở Võ Văn Lân: Địa điểm tại ấp Phước Hòa.

### Chợ
Địa bàn xã có 5 chợ gồm: 
- Chợ ấp Phước Bình, xây dựng năm 2003 với diện tích 1.500m² do tư nhân quản lý
- Chợ ấp Phước Lợi, xây dựng năm 2003 với diện tích 1.500m² do tư nhân quản lý
- Chợ đầu mối thủy sản Đê Đông, ấp 6, xây dựng năm 2006 với diện tích 10.818m², do UBND huyện, Ban Quản lý
- Chợ Đê Đông ở xã Thạnh Phước, huyện Bình Đại (Bến Tre) được đầu tư khoảng 8 tỷ đồng, nhưng rất vắng khách
- Chợ ấp Tân Long, xã Thạnh phước

Nguyên tổng Bí thư Nông Đức Mạnh từng đến thăm và trồng cây lưu niệm tại xã Thạnh Phước.
Nhìn chung, Thạnh Phước có đủ điều kiện để phát triển kinh tế nông nghiệp, công nghiệp, tiểu thủ công nghiệp và thương mại dịch vụ; trong đó có hai ngành chủ lực là nuôi trồng thủy sản và kinh tế biển.

## Những phần thưởng cao quý
Tập thể
- 1 cờ Anh hùng lực lượng vũ trang trong kháng chiến (1978)
- 1 cờ Anh hùng lao động trong thời kì đổi mới (2005)
- 1 cờ của Thủ tướng chính phủ tặng đơn vị dẫn đầu thi đua (2006)
- 1 Huân chương lao động lao động hạng III do Chủ tịch nước tặng.
- 2 cờ thi đua xuất sắc do bộ nội vụ tặng (nay là Bộ Công an)
- 2 cờ công nhận Đảng bộ trong sạch vững mạnh
- 14 cờ thi đua xuất sắc của Ủy ban nhân dân Tỉnh tặng (1994-2007)
- 2 bằng khen chính phủ
- 2 cờ của Trung ương Đoàn
- 18 bằng khen của Bộ, ngành Trung ương
- 155 bằng khen cấp tỉnh
- Đảng bộ trong sạch vững mạnh từ năm 1992-2007

## Giao thông
- Đường thủy: Thạnh Phước có sông Ba Lai là con đường giao thương của xã với các xã khác ven sông Ba Lai và các huyện khác trong tỉnh. Từ Thạnh Phước có thể đi đò máy lên thành phố Bến Tre, tỉnh Tiền Giang, Thành phố Hồ Chí Minh hoặc các tỉnh miền Tây Nam Bộ. Từ khi cống đập Ba Lai được đưa vào sử dụng thì giao thương bằng đường thủy có phần hạn chế hơn đường bộ. Ngoài ra ở Thạnh Phước còn có những rạch lớn như rạch Hội Dồng, rạch Miếu, rạch Ông Đống, rạch Xóm Trên, rạch Xẻo Đá, rạch Giồng Giếng, rạch Khém Trên, rạch Khém dưới... các con kênh như kênh Nhỏ, kênh Cơi chót, kên Cơi giữa, kênh Gò Tranh... các con mương như mương Sẻ, mương Quần, mương Lá... tất cả hợp thành mạng lưới giao thông thuận lợi, đồng thời cũng là hệ thống tưới tiêu phục vụ sản xuất nông nghiệp và cung cấp nước sinh hoạt cho nhân dân.
- Đường bộ: thời chiến tranh các tuyến đường làng đường mòn đều bằng đất hoặc cát giồng. Tuyến đường tỉnh 883 đi ngang qua địa phận dài 15.000m được trải nhựa, mặt lộ rộng 8m. Các hương lộ 40, lộ 16, tuyến đê biển, các tuyến đường liên xã, liến ấp, liên xóm đa số đều được nâng cấp trải nhựa.[5]

## Một số công trình
- Ủy ban nhân dân xã Thạnh Phước: ngã tư ấp Tân Long
- Cống cấp dự án nuôi tôm công nghiệp 400ha đê Đông tại ấp Tân An
- Cống cấp dự án nuôi tôm công nghiệp 360ha cánh đồng Bé tại ấp Phước Thạnh
- Trạm y tế xã Thạnh Phước tại ngã tư ấp Tân Long
- Bưu điện xã Thạnh Phước tại ngã tư ấp Tân Long
- Nghĩa trang liệt sĩ xã Thạnh Phước tại ngã tư ấp Tân Long.

## Môi trường
Thạnh Phước là một trong những xã của huyện Bình Đại thiếu nước nghiêm trọng vào mùa khô. Hiện dự án nhà máy nước Ba Lai cung cấp nước cho xã này.